# Nu1 Canis Majoris
Nu1 Canis Majoris è una stella binaria nella costellazione del Cane Maggiore distante 277 anni luce dalla Terra. La componente principale è una stella gigante gialla di magnitudine 5,70 (classe spettrale G8). Ha una massa più del doppio di quella solare ed un raggio 8 volte superiore.
La compagna è una stella bianco-gialla di sequenza principale, di magnitudine +7,65 e di classe spettrale F. 